# Fate/kaleid liner 魔法少女☆伊莉雅 雪下的誓言
《Fate/kaleid liner 魔法少女☆伊莉雅 雪下的誓言》（日語：劇場版Fate/kaleid liner プリズマ☆イリヤ 雪下の誓い）是SILVER LINK.製作的動畫電影，由大沼心導演，井上堅二和水瀨葉月編劇，加藤達也負責配樂，改編自漫畫《Fate/kaleid liner 魔法少女☆伊莉雅 3rei》，定於2017年8月26日上映。
第二部《劇場版 Fate/kaleid liner 魔法少女☆伊莉雅 Licht 沒有名字的少女》於2021年8月27日在日本上映，2021年12月2日香港上映。

## 故事簡介
故事劇情為電視動畫的前傳，3rei系列中衛宮士郎和美遊兩兄妹的故事，「平行世界」中衛宮士郎與朔月美遊初次相遇，美遊的成長經歷和真實身份揭曉，面對朱利安對美遊的「聖杯」覬覦而將其虜走，士郎不敵下瀕死重傷，被神父綺禮所救後獲知朱利安的目的。在間桐櫻付出生命下，士郎利用階級卡化身英靈的贗品，再度闖進恩茲華斯家展開激戰，誓要奪回美遊。最終向聖杯許願讓美遊獲得幸福，從而讓美遊穿越到伊莉雅所在的世界，並與伊莉雅成為朋友，也就是《魔法少女☆伊莉雅》故事的開端。

## 製作
2016年9月21日在第4季電視動畫《Fate/kaleid liner 魔法少女☆伊莉雅 3rei!!》完結同時宣佈劇場版製作消息，並繼續由SILVER LINK.製作。2017年2月10日動畫在Twitter公告標題為《Fate/kaleid liner 魔法少女☆伊莉雅 雪下的誓言》。主題曲《kaleidoscope》和會由ChouCho演唱。影碟版DVD和藍光將於2018年1月31日發售。

### 主題曲
「kaleidoscope」
填詞、作曲：ChouCho，編曲：村山☆潤，主唱：ChouCho

填詞、作曲：ChouCho，編曲：村山☆潤，主唱：ChouCho

### 映像特典
黑櫻的房間藍光和DVD收錄的短篇動畫，「徹子的房間」風格的談話式故事。
- 監督：大沼心
- 監修：廣山弘
- 劇本：井上堅二
- 分鏡、演出：湊未來
- 作畫監督：山吉一幸、澤入祐樹
- 總作畫監督：平田和也
- 動畫製作：SILVER LINK.
- 制作協力：REVOL
- 製作：「劇場版 魔法少女☆伊莉雅」製作委員會

## 外部連結
- （日語）「劇場版Fate/kaleid liner 魔法少女☆伊莉雅」官方網站（页面存档备份，存于）